# Glaucocystopsis
Glaucocystopsis, monotipski rod glaukofita, dio porodice Glaucocystaceae. Jedina je vrsta slatkovodna alga G. africana